# Siliștea Snagovului, Ilfov
Siliștea Snagovului (în trecut, Turbați) este un sat în comuna Gruiu din județul Ilfov, Muntenia, România. Se află în partea de nord a județului, Muntenia, România. La recensământul din 2019 avea o populatie de 2.284 locuitori.

## Istorie
În perioada interbelică, satul, denumit pe atunci Turbați, a devenit reședința comunei Turbați, din care făceau parte și satele Bâra, Coadele, Fundu și Șanțu Florescu; în 1925, ea făcea parte din plasa Buftea-Bucoveni a județului Ilfov și avea o populație de 3900 de locuitori. În 1950, comuna a trecut în subordinea raionului Căciulați și apoi (după 1960) a raionului Răcari din regiunea București. În 1964 satul și comuna au primit numele de Siliștea-Snagovului, iar în 1968 comuna s-a desființat, satele ei fiind trecute la comuna Gruiu, rearondată județului Ilfov. Tot atunci satul Pescarii (fost Fundu) a fost inclus în satul Siliștea Snagovului.